# 1206

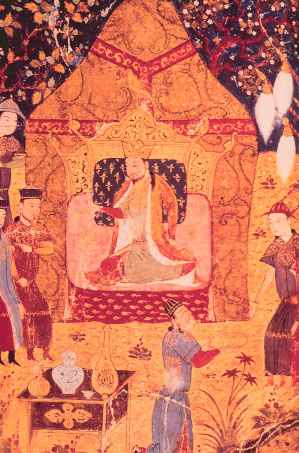
Temüjin uitgeroepen tot Dzjengis Khan

Het jaar 1206 is het 6e jaar in de 13e eeuw volgens de christelijke jaartelling.

## Gebeurtenissen
- Temüjin verenigt de Mongoolse stammen en verkrijgt de titel Dzjengis khan. Stichting van het Mongoolse Rijk.
- Na de dood van Muhammad Ghowri valt zijn rijk (zie Ghowriden) uiteen onder leiding van zijn generaals.
  - Het grootste van de onderdelen is het sultanaat van Delhi, gesticht door Qutbuddin Aibak.
- Theodoros I Laskaris, heerser van Nicaea, laat zich tot keizer uitroepen.
- Han T'o-tsjow, eerste minister van de Zuidelijke Song valt de Jin-dynastie in Noord-China aan. De aanval mislukt en de jaarlijkse schatting van de Song aan de Jin wordt verhoogd.
- De Vietnamese generaal Quach Boc valt de hoofdstad Thang Long aan. Keizer Ly Cao Tong en zijn kroonprins Sam vluchten, en Quach Boc stelt een andere zoon als keizer aan. Sam leidt het verzet tegen Quach Boc.
- Enrico Pescatore verovert het grootste deel van Kreta.
- De Bagli proberen prins Haakon IV te vangen, maar enkele Birkebeiner strijders weten ternauwernood met de jonge prins te ontkomen.
- Verdrag van Brugge: Einde van de Loonse Oorlog. Lodewijk II van Loon (de echtgenoot van Ada) en Willem I verdelen het graafschap Holland, maar de facto lijkt Willem het gehele gebied in bezit gekregen te hebben.
- De Zevenburgse Saksen stichten de nederzetting Nösen (bij het huidige Bistrița), dat het centrum zal worden van het Nösnerland.
- Willem van Julémont ontvangt de Heerlijkheid Wittem.
- Uitbarsting van de Hekla.
- Het Oude Hospitaalklooster in Sneek wordt gebouwd.
- januari - Gerard van Gelre trouwt met Margaretha van Brabant.
- Oudst bekende vermelding: Borne, Lotenhulle, Oostvoorne; het eiland Duiveland

## Opvolging
- Duitse Orde (grootmeester) - Otto van Kerpen opgevolgd door Hendrik II van Tunna
- Latijnse Keizerrijk (20 augustus) - Hendrik in opvolging van zijn broer Boudewijn I
- Lotharingen - Ferry I opgevolgd door zijn zoon Ferry II
- Maltezer Orde (grootmeester) - Alfons van Portugal opgevolgd door Geoffroy le Rat
- Weimar-Orlamünde - Siegfried III opgevolgd door zijn zoons Albrecht II en Herman II

## Afbeeldingen

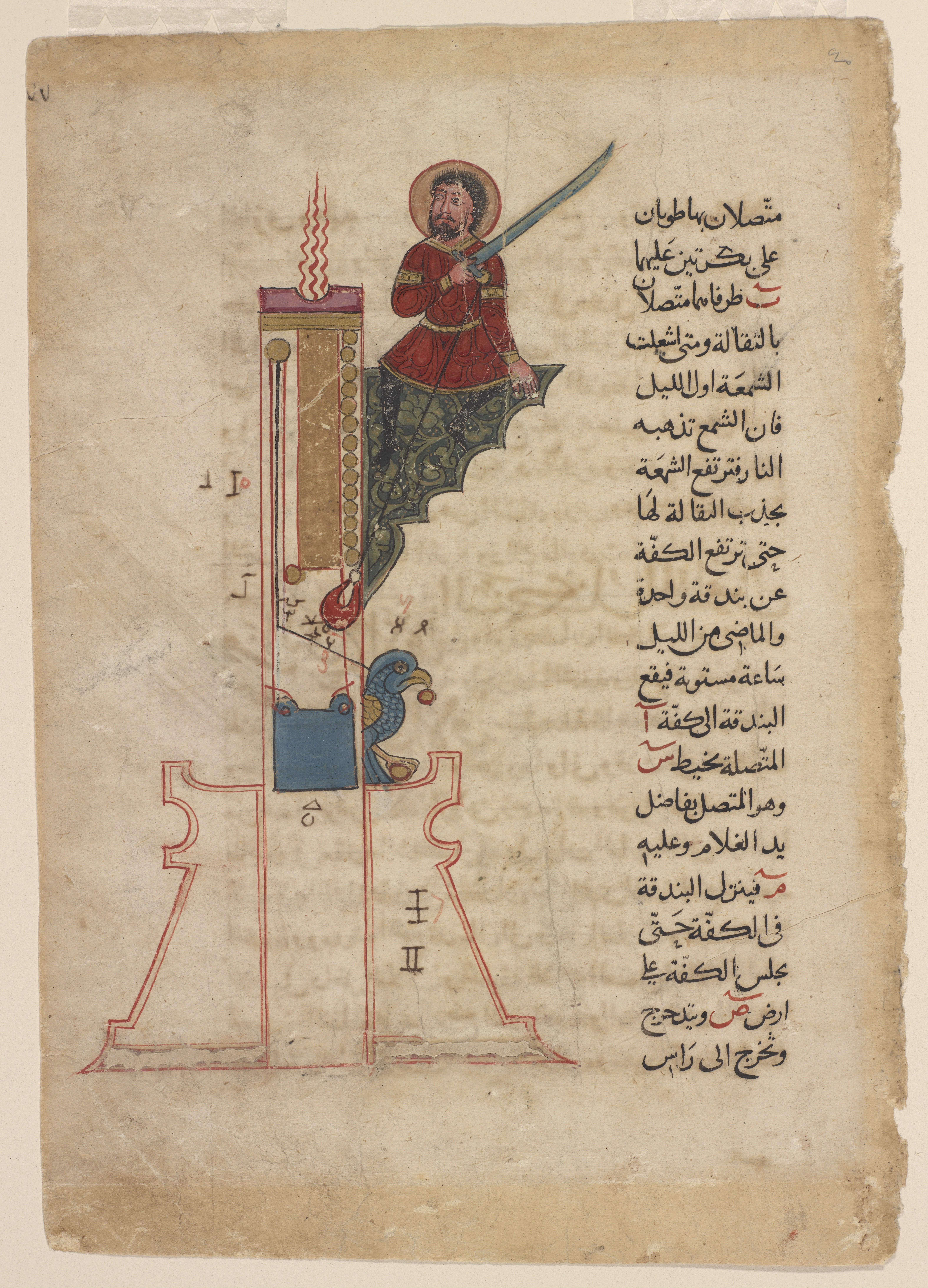
Ontwerp voor een kaarsklok door Al-Jazari (ca. 1206)

## Geboren
- 7 april - Otto II, paltsgraaf aan de Rijn (1228-1253) en hertog van Beieren (1231-1253)
- 29 november - Béla IV, koning van Hongarije (1235-1270)
- Godan Khan, Mongools heerser
- Güyük Khan, khan der Mongolen (1246-1248)
- Koenraad I van Thüringen, grootmeester van de Duitse Orde (jaartal bij benadering)

## Overleden
- 5 maart - Dietmar, bisschop van Minden
- 15 maart - Muhammad Ghowri, sultan van de Ghowriden
- 4 juni - Adelheid van Champagne, echtgenote van Lodewijk VII
- 16 juli - Herman van Nassau, graaf van Nassau (jaartal bij benadering)
- Al-Jazari, Arabisch wetenschapper
- Jamuka, Mongools leider
- Siegfried III, graaf van Weimar-Orlamünde
- Helena van Znaim, echtgenote van Casimir III van Polen (jaartal bij benadering)